# Kaple Nejsvětějšího srdce Páně (Češnovice)
Kaple Nejsvětějšího srdce Páně v Češnovicích je pseudogotická kaple stojící u křižovatky silnic I/20 a II/145 na severozápadním okraji vsi. V těsné blízkosti kaple se nachází i kamenná boží muka z 15. století. Kaple i boží muka jsou chráněny jako kulturní památky.

## Historie
Kapli nechal postavit v roce 1865 místní sedlák Jakub Koupal, který chtěl před emigrací do Ameriky nechat na sebe ve vsi památku. Jelikož však nepožádal církevní úřady o povolení, odmítli mu hotovou kapli vysvětit. O dvacet let později darovala paní z Nepomuka 120 zlatých na opravu kaple. Kaple byla následně zasvěcena Nejsvětějšímu Srdci. V kapli byla tehdy umístěna dřevěná socha Krista, která zde vydržela přes sto let, než byla v roce 1989 ukradena.
V roce 2018 prošla kaple opravou.